# ستافورد دين
ستافورد دين (بالإنجليزية: Stafford Dean)‏ هو مغني ومغني أوبرا بريطاني، ولد في 20 يونيو 1937.

## وصلات خارجية
- ستافورد دين على موقع IMDb (الإنجليزية)
- ستافورد دين على موقع ميوزك برينز (الإنجليزية)
- ستافورد دين على موقع أول ميوزيك (الإنجليزية)
- ستافورد دين على موقع ديسكوغز (الإنجليزية)